# Atilla Aybars Garhan
Atilla Aybars Garhan (* 17. Mai 1991 in Ankara) ist ein türkischer Fußballspieler, der für Kardemir Karabükspor spielt.

## Karriere

### Vereinskarriere
Atilla Aybars Garhan begann mit dem Vereinsfußball in der Jugend MKE Ankaragücü. Im Sommer 2009 erhielt er einen Profi-Vertrag, spielte aber zwei Spielzeiten weiterhin ausschließlich für die Reservemannschaft. In der Saison 2011/12 schaffte er den Durchbruch im Profi-Team. Nachdem Ankaragücü in den ersten Wochen der Saison in finanzielle Engpässe geriet und über lange Zeit die Spielergehälter nicht zahlen konnte, trennten sich viele Spieler. Garhan wurde dann auch begünstigt durch Spielermangel zum Stammspieler und machte 28 Ligapartien, in denen er fünf Treffer erzielte.
Zum Sommer 2012 wechselte er zum Erstligisten Karabükspor. In der letzten Woche der Sommertransferperiode 2013 wurde er bis zum Saisonende an den Zweitligisten Adana Demirspor ausgeliehen. Bereits zur Rückrunde kehrte er zu Karabükspor zurück.
Im Sommer 2014 wechselte Garhan zum Drittligisten 1461 Trabzon.

### Nationalmannschaftskarriere
Atilla Aybars Garhan spielte 2009 viermal für die türkischen U-19 Jugendnationalmannschaft.